# José Jiménez Lozano
Pour les articles homonymes, voir Lozano.
José Jiménez Lozano, né le 13 mai 1930 à Langa dans la province d'Ávila et mort le 8 mars 2020 à Valladolid, est un écrivain, essayiste, poète et journaliste espagnol.
Il obtient en 1992 le prix national des Lettres espagnoles, puis en 2002 le prix Cervantes.

## Biographie
Né à Langa (province d'Ávila), José Jiménez Lozano passe son enfance à Arévalo et passe l'essentiel de sa vie à Alcazarén (Valladolid). Il mène des études en journalisme à la Escuela Oficial de Periodismo de Madrid en 1951, en droit à l'université de Valladolid, et en philosophie et en lettres à l'université de Salamanque.
Collaborateur de El Norte de Castilla, à Valladolid depuis 1958, il en fut rédacteur (1962-1978), sous-directeur (1978-1979), et directeur de 1992 jusqu'à sa retraite en 1995.
Il est également auteur de nouvelles, d'essais, de poésies.
Peu connu du grand public, il s'est intéressé, autant comme journaliste que comme écrivain, à des thèmes sociaux et religieux. Son œuvre est peu traduite en français.
José Jiménez Lozano meurt à Valladolid le 8 mars 2020 à l'âge de 89 ans.

## Œuvre

### Essais
- Nosotros los judíos (1961)
- Un cristiano en rebeldía (1963)
- Meditación sobre la libertad religiosa (1966)
- La ronquera de Fray Luis de León y otras inquisiciones (1973)
- Retratos y soledades (1977)
- Los cementerios civiles y la heterodoxia española (1979)
- Monasterios de Valladolid (1980)
- Sobre judíos, moriscos y conversos (1982)
- Guía espiritual de Castilla (1984)
- Juan XXIII (1985)
- Ávila (1988)
- Los ojos del icono (1988)
- La Lugareja (1991)
- Pecado, poder y sociedad en la historia (1992)
- Ni venta ni alquilaje (1992)
- Castilla y León inolvidable (1994)
- Fray Luis de León (2001)
- El narrador y sus historias (2003)
- Contra el olvido (2003)

### Romans
- Historia de un otoño (1971)
- El Sambenito (1972)
- La salamandra (1973)
- Duelo en la Casa Grande (1982)
- Parábolas y circunloquios de Rabí Isaac Ben Yehuda, 1325-1402 (1985)
- Los ojos del icono (1988)
- Sara de Ur (1989)
- Estampas y memorias (1990)
- El mudejarillo (1992)
- Relación topográfica (1993)
- La boda de Ángela (1993)
- Teorema de Pitágoras (1995)
- Las sandalias de plata (1996) Les Sandales d'argent, traduit par Claude Bleton, Paris, Flammarion, 1999  (ISBN 2-08-067501-X)
- Los compañeros (1997)
- Ronda de noche (1998)
- Las señoras (1999)
- Maestro Huidobro (1999)
- Un hombre en la raya (2000)
- Los lobeznos (2000)
- El viaje de Jonás (2002)
- Carta de Tesa (2004)
- Las gallinas del licenciado (2005)
- Libro de visitantes (2007)
- Agua de noria (2008)

### Poésie
- Tantas devastaciones (1992)
- Un fulgor tan breve (1995)
- El tiempo de Eurídice (1996)
- Pájaros (2000)
- Elegías menores (2002)
- Elogios y celebraciones (2005)
- Enorme luna (2005)

## Récompenses
- Prix de la Critique (1987),
- Premio de Castilla y León (1988),
- Prix national des Lettres espagnoles (1992),
- Premio Luca de Tena de journalisme (1994),
- Médaille d'or du mérite des beaux-arts par le Ministère de l'Éducation, de la Culture et des Sports (1998)[2],
- Premio Nacional de Periodismo "Miguel Delibes" (2000)
- Prix Cervantes (2002).